# Adrienne Bolland
Adrienne Bolland (Arcueil, 25 novembre 1895 – Parigi, 18 marzo 1975) è stata un'aviatrice francese nota per alcuni primati acrobatici e per aver effettuato la prima trasvolata femminile delle Ande e del canale della Manica con partenza dalla Francia.

## Biografia

### La famiglia
Nata ad Arcueil il 25 novembre 1895, Adrienne Bolland era la settima figlia di una famiglia della media borghesia, che si trovò però in ristrettezze economiche acuite dalla morte del padre, lo scrittore e geografo di origine belga Henri Bolland, avvenuta nel 1909.

### Il brevetto come pilota da trasporto e la trasvolata delle Ande nel 1921
Adrienne Bolland fu la prima donna ad aver conseguito un brevetto come pilota da trasporto appena dopo la fine della prima guerra mondiale, per questo motivo, nonostante le donne allora non fossero ancora in servizio presso nessuna compagnia aerea, la Latecoere, assieme all'industria Caudron, valutando il riscontro positivo che ne sarebbe loro derivato nel caso l'impresa fosse andata a buon fine, le misero a disposizione nel 1921 un velivolo col quale, in quello stesso anno, la Bolland effettuò la prima trasvolata della cordigliera delle Ande compiuta da una donna: un'impresa da record che le poste francesi hanno ricordato, nel 2005, con l'emissione di un francobollo di posta aerea da 2 Euro col suo ritratto.

### Le imprese da record e il matrimonio con l'aviatore Ernst Vinchon (1921-1930)

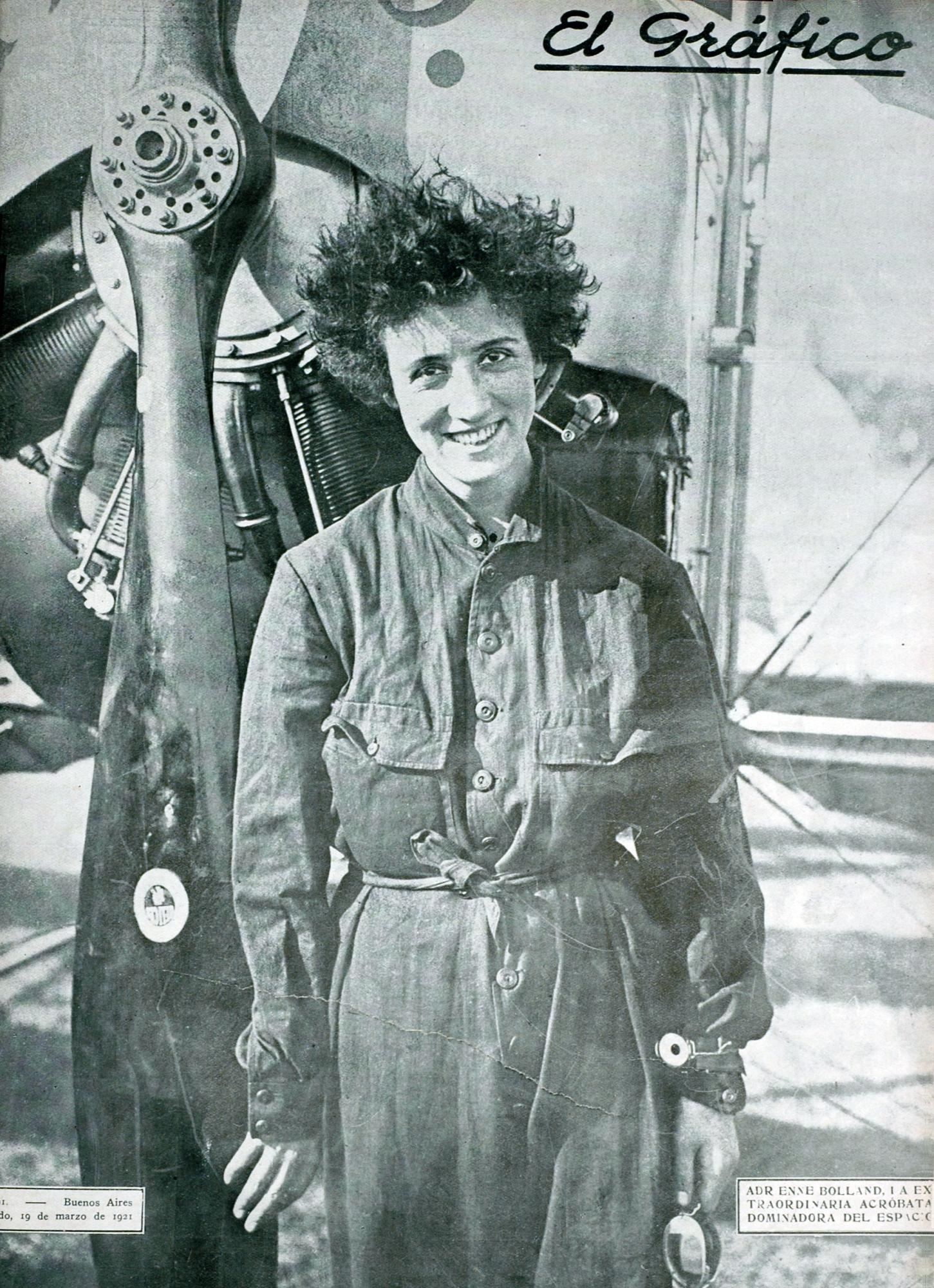
Adrienne Bolland sull'El Gráfico del 12 marzo 1921.

Tornata in Francia nel luglio 1921, dopo una lunga tournée in Argentina e Uruguay, forte della popolarità acquisita partecipò a numerose esibizioni aeree, dando prova di una notevole abilità tecnica. Il 27 maggio 1924, stabilì a Orly il nuovo record femminile di looping, realizzando 212 anelli in 72 minuti. Nel 1930, sposò l'aviatore Ernst Vinchon.
Nel 1934, assieme a Maryse Bastié ed Hélène Boucher, si impegnò per la concessione del diritto di voto alle donne e sostenne la candidatura alle elezioni di Louise Weiss.

### Da pilota civile a pilota militare
Nella sua lunga carriera la Bolland svolse anche l'attività di istruttrice e di collaudatrice, ruolo per il quale fu scelta e assunta dal pioniere dell'aviazione René Caudron.
Nel 1936, la Bolland combatté a fianco dei repubblicani nella guerra civile spagnola. Nel 1940, lei e il marito decisero di restare nella zona occupata e di unirsi alla resistenza, raggiungendo la rete CND Castille du Loiret. I due aviatori si occuparono di trovare terreni per l'aviazione di France Libre.
Dopo la Liberazione, fu nominata Ufficiale della Legion d'Onore. Morì nel 1975 e fu sepolta nel cimitero di Donnery. Le sue gesta hanno ispirato due volumi di fumetti a lei dedicati, facenti parte di una collana sull'aviazione.